# Musca heidiae
Musca heidiae este o specie de muște din genul Musca, familia Muscidae, descrisă de Zielke în anul 1974.
Este endemică în Tanzania. Conform Catalogue of Life specia Musca heidiae nu are subspecii cunoscute.